# Bulbophyllum chloroglossum
Espèce
Bulbophyllum chloroglossum est une espèce d'orchidées du genre Bulbophyllum.

## Systématique
Le nom correct complet (avec auteur) de ce taxon est Bulbophyllum chloroglossum Rchb.f..